# Lantana planifolia
Lantana planifolia là một loài thực vật có hoa trong họ Cỏ roi ngựa. Loài này được (Cham.) Briq. mô tả khoa học đầu tiên năm 1904.